# Liste des remakes en prise de vues réelles des classiques d'animation Disney

Logo de Walt Disney Pictures, le studio de production des films.

Cette liste présente les remakes en prise de vues réelles ou photoréalistes produits par Walt Disney Pictures à partir de ses propres « Classiques d'animation ».
Elle n'inclut donc pas les remakes des films produits initialement par d'autres studios, ni les films en prises de vue réelle basés sur la même histoire qu'une œuvre Disney (par exemple À tout jamais, une histoire de Cendrillon de la Fox ou Du vent dans les saules de Pathé).
La réalisation de remakes ou reboot en prise de vues réelles de ses classiques par Disney est une tendance forte depuis le milieu des années 2010 suscitée par les hauts revenus générés par ces films. Cela a conduit Disney à programmer de nombreuses autres reprises,,,,,.

## Films sortis
| Titre                                        | Dates de sortie                   | Film original                                                           | Réalisation         | Scénario                                                           | Distribution                                                         | Format           | Références |
| -------------------------------------------- | --------------------------------- | ----------------------------------------------------------------------- | ------------------- | ------------------------------------------------------------------ | -------------------------------------------------------------------- | ---------------- | ---------- |
| Le Livre de la jungle                        | 25 décembre 1994 26 avril 1995    | Le Livre de la jungle (1967)                                            | Stephen Sommers     | Stephen Sommers Ronald Yanover Mark Geldman                        | Jason Scott Lee Sam Neill Lena Headey Cary Elwes                     | Cinéma           | [ 7 ]      |
| Les 101 Dalmatiens                           | 27 novembre 1996 26 mars 1997     | Les 101 Dalmatiens (1961)                                               | Stephen Herek       | John Hughes                                                        | Glenn Close Jeff Daniels Hugh Laurie Joely Richardson                | Cinéma           | [ 7 ]      |
| Le Livre de la jungle : L'Histoire de Mowgli | 29 septembre 1998 7 avril 2020    | Le Livre de la jungle (1967) Le Livre de la jungle (1994)               | Nick Marck          | José Rivera Jim Herzfeld                                           | Brandon Baker Sherman Howard Eartha Kitt Brian Doyle-Murray          | DVD              |            |
| 102 Dalmatiens                               | 22 novembre 2000 31 janvier 2001  | Les 101 Dalmatiens (1961) Les 101 Dalmatiens (1996)                     | Kevin Lima          | Kristen Buckley Brian Regan Bob Tzudiker Noni White                | Glenn Close Ioan Gruffudd Alice Evans Gérard Depardieu               | Cinéma           | ,          |
| Alice au pays des merveilles                 | 5 mars 2010 24 mars 2010          | Alice au pays des merveilles (1951)                                     | Tim Burton          | Linda Woolverton                                                   | Mia Wasikowska Johnny Depp Helena Bonham Carter Anne Hathaway        | Cinéma           | ,          |
| Maléfique                                    | 30 mai 2014 28 mai 2014           | La Belle au bois dormant (1959)                                         | Robert Stromberg    | Linda Woolverton                                                   | Angelina Jolie Elle Fanning Sam Riley Sharlto Copley                 | Cinéma           | ,          |
| Cendrillon                                   | 13 mars 2015 25 mars 2015         | Cendrillon (1950)                                                       | Kenneth Branagh     | Chris Weitz                                                        | Lily James Cate Blanchett Richard Madden Helena Bonham Carter        | Cinéma           | ,          |
| Le Livre de la jungle                        | 15 avril 2016 13 avril 2016       | Le Livre de la jungle (1967)                                            | Jon Favreau         | Justin Marks                                                       | Neel Sethi Bill Murray Ben Kingsley Scarlett Johansson               | Cinéma           | ,          |
| Alice de l'autre côté du miroir              | 27 mai 2016 1er juin 2016         | Alice au pays des merveilles (1951) Alice au pays des merveilles (2010) | James Bobin         | Linda Woolverton                                                   | Mia Wasikowska Johnny Depp Helena Bonham Carter Anne Hathaway        | Cinéma           | ,          |
| Peter et Elliott le dragon                   | 12 août 2016 17 août 2016         | Peter et Elliott le dragon (1977)                                       | David Lowery        | David Lowery Toby Halbrooks                                        | Oakes Fegley Bryce Dallas Howard Oona Laurence Wes Bentley           | Cinéma           |            |
| La Belle et la Bête                          | 17 mars 2017 22 mars 2017         | La Belle et la Bête (1991)                                              | Bill Condon         | Stephen Chbosky Even Spiliotopoulos                                | Emma Watson Dan Stevens Luke Evans Ewan McGregor                     | Cinéma           | ,          |
| Jean-Christophe et Winnie                    | 3 août 2018 1er septembre 2018    | Winnie l'ourson (1966–2011)                                             | Marc Forster        | Alex Ross Perry Tom McCarthy Allison Schroeder Mark Steven Johnson | Ewan McGregor Hayley Atwell Jim Cummings Adrian Scarborough          | Cinéma           | ,          |
| Dumbo                                        | 29 mars 2019 27 mars 2019         | Dumbo (1941)                                                            | Tim Burton          | Ehren Kruger                                                       | Eva Green Colin Farrell Michael Keaton Danny DeVito                  | Cinéma           | ,          |
| Aladdin                                      | 24 mai 2019 22 mai 2019           | Aladdin (1992)                                                          | Guy Ritchie         | John August Guy Ritchie                                            | Mena Massoud Naomi Scott Will Smith Nasim Pedrad                     | Cinéma           | ,          |
| Le Roi lion                                  | 19 juillet 2019 17 juillet 2019   | Le Roi lion (1994)                                                      | Jon Favreau         | Jeff Nathanson                                                     | Donald Glover Beyoncé Knowles Chiwetel Ejiofor Jean Reno             | Cinéma           | ,          |
| Maléfique : Le Pouvoir du mal                | 18 octobre 2019 16 octobre 2019   | La Belle au bois dormant (1959) Maléfique (2014)                        | Joachim Rønning     | Linda Woolverton Noah Marpster Micah Fitzerman-Blue                | Angelina Jolie Elle Fanning Sam Riley Michelle Pfeiffer              | Cinéma           | ,          |
| La Belle et le Clochard                      | 12 novembre 2019 7 avril 2020     | La Belle et le Clochard (1955)                                          | Charlie Bean        | Andrew Bujalski Kari Granlund                                      | Tessa Thompson Justin Theroux Janelle Monáe Sam Elliott              | Streaming        | ,          |
| Mulan                                        | 4 décembre 2020                   | Mulan (1998)                                                            | Niki Caro           | Elizabeth Martin Lauren Hynes Rick Jaffa Amanda Silver             | Liu Yifei Gong Li Donnie Yen Jet Li                                  | Cinéma Streaming | ,          |
| Cruella                                      | 28 mai 2021 23 juin 2021          | Les 101 Dalmatiens (1961)                                               | Craig Gillespie     | Aline Brosh McKenna Jez Butterwoth Dana Fox Kelly Marcel           | Emma Stone Emma Thompson Joel Fry Emily Beecham                      | Cinéma Streaming | ,          |
| Pinocchio                                    | 8 septembre 2022                  | Pinocchio (1940)                                                        | Robert Zemeckis     | Chris Weitz Robert Zemeckis                                        | Benjamin Evan Ainsworth Tom Hanks Joseph Gordon-Levitt Cynthia Erivo | Streaming        | ,          |
| Peter Pan et Wendy                           | 28 avril 2023                     | Peter Pan (1953)                                                        | David Lowery        | David Lowery Toby Halbrooks                                        | Alexander Molony Ever Anderson Jude Law Yara Shahidi                 | Streaming        | ,          |
| La Petite Sirène                             | 26 mai 2023 24 mai 2023           | La Petite Sirène (1989)                                                 | Rob Marshall        | David Magee Jane Goldman                                           | Halle Bailey Jonah Hauer-King Melissa McCarthy Javier Bardem         | Cinéma           | ,          |
| Mufasa : Le Roi lion                         | 20 décembre 2024 18 décembre 2024 | Le Roi lion (1994) Le Roi lion (2019)                                   | Barry Jenkins       | Jeff Nathanson                                                     | Aaron Pierre Kelvin Harrison                                         | Cinéma           | ,          |
| Blanche Neige                                | 21 mars 2025 19 mars 2025         | Blanche-Neige et les Sept Nains (1937)                                  | Marc Webb           | Erin Cressida Wilson                                               | Rachel Zegler Gal Gadot Andrew Burnap                                | Cinéma           |            |
| Lilo et Stitch                               | 21 mai 2025                       | Lilo et Stitch (2002)                                                   | Dean Fleischer Camp | Mike Van Waes Chris Kekaniokalani Bright                           | Maia Kealoha Chris Sanders Zach Galifianakis Sydney Adudong          | Cinéma           | ,          |

## Films prévus
| Titre  | Dates de sortie | Film original                               | Réalisation | Scénario                         | Distribution                                        | Format | Références |
| ------ | --------------- | ------------------------------------------- | ----------- | -------------------------------- | --------------------------------------------------- | ------ | ---------- |
| Vaiana | 8 juillet 2026  | Vaiana : La Légende du bout du monde (2016) | Thomas Kail | Jared Bush et Dana Ledoux Miller | Dwayne Johnson, Frankie Adams et Catherine Laga'aia | Cinéma | [ 57 ]     |

## Réception

### Box-office
| Film                            | Recettes au box-office (en dollars) | Recettes au box-office (en dollars) | Recettes au box-office (en dollars) | Ref.   |
| États-Unis et Canada            | France                              | Mondial                             |                                     | Ref.   |
| ------------------------------- | ----------------------------------- | ----------------------------------- | ----------------------------------- | ------ |
| Le Livre de la jungle (1994)    | 44 342 956                          | 428 657 entrées                     | 53 502 454                          | [ 58 ] |
| Les 101 Dalmatiens              | 136 189 294                         | 4 050 145 entrées                   | 320 689 294                         | [ 59 ] |
| 102 Dalmatiens                  | 66 957 026                          | 2 970 759 entrées                   | 183 611 771                         | [ 60 ] |
| Alice au pays des merveilles    | 334 191 110                         | 4 536 669 entrées                   | 1 025 468 216                       | [ 61 ] |
| Maléfique                       | 241 410 378                         | 2 046 776 entrées                   | 759 853 685                         | [ 62 ] |
| Cendrillon                      | 201 151 353                         | 1 721 624 entrées                   | 543 514 353                         | [ 63 ] |
| Le Livre de la jungle (2016)    | 364 001 123                         | 3 720 327 entrées                   | 967 724 775                         | [ 64 ] |
| Alice de l'autre côté du miroir | 77 041 381                          | 1 378 990 entrées                   | 299 820 798                         | [ 65 ] |
| La Belle et la Bête             | 504 481 165                         | 3 568 384 entrées                   | 1 266 115 964                       | [ 66 ] |
| Jean-Christophe et Winnie       | 99 215 042                          | 424 614 entrées                     | 197 744 825                         | [ 67 ] |
| Dumbo                           | 114 766 307                         | 2 397 405 entrées                   | 353 284 621                         | [ 68 ] |
| Aladdin                         | 355 559 216                         | 2 510 813 entrées                   | 1 054 304 000                       | [ 69 ] |
| Le Roi lion                     | 543 638 043                         | 10 017 995 entrées                  | 1 663 075 401                       | [ 70 ] |
| Maléfique : Le Pouvoir du mal   | 113 929 605                         | 2 718 604 entrées                   | 491 730 089                         | [ 71 ] |
| Mulan                           | Sortie VOD                          | Sortie VOD                          | 69 965 374                          | [ 72 ] |
| Cruella                         | 86 103 234                          | 1 454 789 entrées                   | 233 503 234                         | [ 73 ] |
| La Petite Sirène                | 298 172 056                         | 1 827 389 entrées                   | 569 626 289                         |        |
| Mufasa Le Roi Lion              | 254 567 693                         | 5 235 083 entrées                   | 722 631 756                         |        |
| Blanche neige                   | 87 203 963                          | 1 214 226 entrées                   | 205 679 463                         |        |
| Lilo et Stitch                  | 421 542 778                         | 5 063 874 entrées                   | 1 025 371 027                       |        |
| Total                           | 4 344 463 723 $                     | 57 287 123 entrées                  | 12 007 217 389 $                    |        |

### Accueil critique et public
| Film                            | Rotten Tomatoes | Metacritic | CinemaScore |
| ------------------------------- | --------------- | ---------- | ----------- |
| Le Livre de la jungle           | 80%             | 63         | A−          |
| Les 101 Dalmatiens              | 41%             | 49         | A           |
| 102 Dalmatiens                  | 31%             | 35         | B+          |
| Alice au pays des merveilles    | 51%             | 53         | A−          |
| L'Apprenti sorcier              | 40%             | 46         | B−          |
| Maléfique                       | 54%             | 56         | A           |
| Cendrillon                      | 83%             | 67         | A           |
| Le Livre de la jungle           | 94%             | 77         | A           |
| Alice de l'autre côté du miroir | 29%             | 34         | A−          |
| La Belle et la Bête             | 71%             | 65         | A           |
| Jean-Christophe et Winnie       | 72%             | 60         | A           |
| Dumbo                           | 45%             | 51         | A−          |
| Aladdin                         | 57%             | 53         | A           |
| Le Roi lion                     | 52%             | 55         | A           |
| Maléfique : Le Pouvoir du mal   | 39%             | 43         | A           |
| La Belle et le Clochard         | 65%             | —          | —           |
| Mulan                           | 73%             | —          | —           |
| Cruella                         | 75%             | 59         | A           |
| Pinocchio                       | 29%             | —          | —           |
| Peter Pan et Wendy              | 68%             | —          | —           |